# Memoria digitale
La Memoria digitale è una forma di archiviazione dei contenuti, compresa la memoria privata, attraverso la tecnologia informatica, utilizzando la Memoria ed è contemporaneamente una forma di comunicazione della memoria su piattaforme web e social media.
Lo scopo del rendere la memoria privata in forma digitale è quello di ricordare avvenimenti, emozioni, registrare pensieri e opinioni: è un diario pubblico digitale.
Alla base vi è la scelta della condivisione tra utenti, soprattutto attraverso i social media diffusi nel World Wide Web: Facebook, Twitter, Google+, Pinterest, LinkedIn, Flickr, YouTube, Tripadvisor.
In generale, nel web, la parola condivisione o sharing in inglese è il termine usato per descrivere la grande partecipazione della gente nelle piattaforme/servizi noti come Web 2.0.
Infatti con l'avvento del web 2.0 e 3.0, sono sempre più numerosi i tavoli di discussione, i bandi e i progetti, le Fondazioni e associazioni, i blog e siti internet che trattano l'argomento, ponendosi domande e cercando risposte sul come conservare e condividere, annullando barriere fisiche e temporali, il nostro sapere.
Correlato alla memoria digitale, si pone il concetto di Biblioteca digitale. Un esempio progettuale che coniuga memoria e digitale è stato lanciato dalla più importante biblioteca del mondo, la Library of Congress, per impedire che la storia digitale sia cancellata, creando nel dicembre del 2000 il programma NDIIPP (National Digital Information Infrastructure and Preservation Program) allo scopo di raccogliere, preservare e rendere disponibili contenuti digitali significativi, soprattutto le informazioni che sono state create solo in forma digitale (Born-digital), per le generazioni attuali e future.
Gordon Bell e Jim Gemmell, ricercatori Microsoft, nella loro pubblicazione TotalRecall: How the E-memory Revolution Will Change Everything (Penguin Group USA, 2009) hanno definito la memoria digitale con il termine E-memory, affermando che grazie al progresso nelle tecniche di memorizzazione informatiche possiamo registrare qualsiasi cosa che sentiamo, vediamo o facciamo giornalmente.

## I linguaggi della memoria
La memoria digitale, attraverso i linguaggi della memoria, o memolinguaggi, viene espressa in tecnologie collaborative e partecipative come piattaforme open source e social media, sotto forma di linguaggi diversi. I memolinguaggi abbracciano dalla fotografia al video, passando per la mail art e l'arte in genere.
La memoria digitale è stata al centro di importanti progetti di storytelling, non ultimo MyLifeBits, un progetto sviluppato da Microsoft Research, la divisione ricerca di Microsoft, che consiste nel registrare e gestire tutti gli eventi della vita di una persona, attraverso dati e piattaforme multimediali.
Il rapporto tra le forme che la memoria sa assumere (i memolinguaggi) e le nuove tecnologie, viene analizzato anche nel progetto Trentino Italia storie pop. Immagini, visioni, culture e memoria dall'Unità a oggi, delle tre fondazioni Fondazione Museo storico del Trentino, Fondazione Cassa di Risparmio di Trento e Rovereto e Fondazione <ahref.
La Fondazione Archivio Diaristico Nazionale, insieme all'Associazione Promemoria e al Cesvot (Centro Servizi Volontariato Toscana), lanciano nel 2013 il progetto "#memolinguaggi - linguaggi della memoria" : un percorso transmediatico (video, foto, mail art, social media e web) di formazione sull'interazione fra la memoria e i suoi possibili linguaggi.
Un eccellente esempio in Italia nella condivisione e conservazione in forma digitale della memoria è la Sardegna Digital Library, una corposa collezione di contenuti transmediatici riguardanti la sola isola (video, testi, immagini, audio) e perciò considerata la memoria digitale della Sardegna, patrocinata dalla stessa Regione Sardegna con il sostegno dell'Unione europea.

### Linguaggi video
Nella storiografia degli ultimi anni il racconto orale e la video-testimonianza sono diventati fonti per lo studio della storia contemporanea. In particolare esistono diversi archivi che hanno raccolto e conservato queste fonti, a partire da argomenti specifici. Uno fra i più celebri per importanza storica e dimensioni è quello della Shoah Foundation, che ha lo scopo di preservare la memoria della tragedia dell'Olocausto durante la Seconda guerra mondiale. Mentre un archivio digitale che tratta argomenti generici è la piattaforma Memoro - La Banca della Memoria, un sito web dedicato alla raccolta dei ricordi, esperienze e storie di vita, attraverso video interviste, delle persone nate prima del 1950.

### Linguaggi fotografici
Le foto costituiscono l'elemento principale e più diffuso di condivisione della memoria. La fotografia, grazie all'ampia diffusione di webcam, smartphone e fotocamere digitali, risulta essere anche il linguaggio più semplice, ma soprattutto immediato, da utilizzare per immortalare i propri ricordi. Dalle foto di album scolastici che permettono di taggare gli ex compagni di scuola in Facebook, al fenomeno dello Scrapbooking in Pinterest, fino al racconto di sé e delle proprie giornate in Flickr o Instagram. Oppure raccogliendo tutti i propri scatti in archivi digitali personali, che possono essere resi sia pubblici che privati, utilizzando servizi on line gratuiti come Panoramio, Google Foto (ex Picasa) o Tumblr.

### La scrittura
L'aggiornamento di status più o meno frequente, l'utilizzo di piattaforme di blogging e microblogging, utilizza la scrittura come forma di memoria digitale. Esempio per eccellenza è Twitter, piattaforma di microblogging. Nello storify del premio Pieve 2012, si ha un riassunto delle memorie dei diaristi che hanno partecipato alla manifestazione, in frasi di 140 caratteri, "tweet".

## Memoria collettiva
La memoria digitale è uno stimolo a registrare ciò che colpisce l'individuo, ed attraverso gli strumenti dei social media, rende la memoria da individuale a memoria collettiva.
La memoria collettiva, secondo la definizione dello storico Pierre Nora è:
La collettività della memoria nel suo aspetto di fruibilità globale, trova l'eccellenza internazionale nel progetto della World Digital Library, biblioteca digitale internazionale gestita dall'UNESCO e dalla Biblioteca del Congresso. Lo scopo primario della World Digital Library, attraverso il proprio sito web, è quello di mettere a disposizione degli utenti in maniera gratuita una vasta collezione di manoscritti, libri rari, immagini, filmati e registrazioni sonore provenienti da culture e nazioni di tutto il mondo, creando un archivio digitale della conoscenza umana.

## Memoria e Storytelling
Il racconto e la condivisione di un'esperienza sono ormai massicciamente diffusi in rete, tanto da costituire una larga percentuale dei contenuti disponibili.
Le strategie social media non possono più fare a meno di questo elemento, che crea profondità simbolica, valore narrativo e capacità di appellarsi all'immaginario del pubblico.
Come ricordato precedentemente, un importante progetto di storytelling, creato da Microsoft, è stato MyLifeBits (pezzetti della mia vita). Lo scopo del progetto era quello di registrare e ricordare tutto della propria vita: una sorta di diario elettronico mettendo appunto in forma digitale documenti, fax, telefonate, fotografie e filmini, così da non dimenticare nulla grazie all'aiuto di questa memoria digitale che poteva essere consultata con un pc in qualsiasi momento. L'ingegnere informatico Gordon Bell, autore e al tempo stesso cavia del progetto, ha dichiarato:
« Si tratta sostanzialmente di costruire un surrogato della memoria, un supplemento per ricordare tutto ciò che ho visto con i miei occhi o sentito con le mie orecchie » e continuando spiega « le famiglie con bambini desiderano conservare ciò che hanno messo sul computer, i compiti scolastici dei ragazzi, la musica preferita, i ricordi familiari. Hanno bisogno di salvaguardare e tenere vivo il proprio patrimonio digitale ».

## Memoria e digitalizzazione
La tecnologia digitale ha introdotto il grande vantaggio di riproducibilità dell'informazione su supporti digitali, ma al concetto di riproducibilità non sempre corrisponde quello di conservabilità e accessibilità, a causa del decadimento di interoperabilità di supporti fisici (hardware) e linguaggi (software). Perciò la conservazione nel tempo delle informazioni su supporti digitali è un problema che ancora oggi non è affrontato con procedure standard universali.
Una informazione digitale si può riprodurre in maniera immediata e facile grazie alla duplicazione su svariati supporti di memoria (pendrive, DVD, CD, MicroSD) o può essere trasmessa ad altre persone (posta elettronica, P2P, web) ma questo non garantisce che, a distanza di anni, la medesima informazione possa essere conservata ed essere riprodotta facilmente. Un esempio è quello dei floppy disk, supporto di memoria ormai fuori dal mercato, ma molto utilizzato negli anni 90 e nel primo decennio del XXI secolo. Molte informazioni memorizzate nei nostri vecchi floppy disk possono essere considerate perdute.
Quindi sebbene l'informazione digitale ha una rappresentazione virtuale di sé risiede tuttavia su supporti di natura fisica che sono soggetti a problemi relativi al decadimento del materiale o semplicemente a regole di mercato (si ricordi l'affermazione dei Blu-ray Disc di Sony a discapito degli HD DVD di Toshiba).
Oltre al problema dei supporti esistono numerosi problemi di mantenimento della compatibilità di standard di linguaggi per cui se i documenti sono stati realizzati con tecnologia proprietaria secondo standard e sintassi determinati da software non più disponibili ed in origine non open-source è impossibile decodificarli con facilità. Un esempio sono i documenti digitali prodotti con la suite di software Microsoft Office, il cui formato è proprietario appunto di Microsoft.
Numerose sono le discussioni scaturite dalle problematiche tecniche della conservazione della memoria in forma digitale, che spesso trovano nelle piattaforme cloud una risposta, come nel caso di Vint Cerf, Chief Internet Evangelist presso Google e padre con Bob Kahn del protocollo TCP/IP. Il guru informatico statunitense ha infatti sollevato il problema che lega la nostra memoria digitale ai relativi supporti e software per la conservazione e soprattutto la fruibilità nel tempo.
Anche Simone Vettore, bibliotecario, archivista ed editore del blog memoriadigitale.me sulle tendenze e problematiche in archivi e biblioteche, tratta l'argomento e in particolare il rapporto con le fonti in quest'epoca di trapasso al digitale.
I motori di ricerca sono uno degli strumenti principali per cercare di affrontare il problema di salvaguardare la memoria collettiva ed individuale di noi tutti attraverso meccanismi ripetuti di riproducibilità nel tempo e nello spazio (backup sincronizzati fra server di località diverse) che finiscono per essere una buona strategia di conservazione.
Esistono inoltre molte iniziative accademiche ed istituzionali ma anche associative e private (gli stessi motori di ricerca) che stanno tentando di affrontare il problema istituendo veri e propri archivi della conoscenza sviluppati attraverso tecnologie interoperabili tra di loro.
Uno dei maggiori collettori di memoria in Italia, la Fondazione Archivio Diaristico Nazionale, inizia nel 2012 la digitalizzazione dei testi. La digitalizzazione del patrimonio archivistico permette di fotografare i documenti e metterli a disposizione dell'utenza nella forma in cui sono stati depositati presso l'Archivio. Il progetto è reso possibile grazie al sostegno di Fondazione Telecom Italia che « ha fra i suoi obiettivi istituzionali la valorizzazione del patrimonio storico-artistico nazionale attraverso le nuove tecnologie » dichiara Fabio Di Spirito, Segretario Generale di Fondazione Telecom Italia.
« In quest'ambito, si colloca a pieno diritto il tema della conservazione e della valorizzazione della memoria e soprattutto la preziosa opera degli archivi storici. Il progetto Impronte digitali risponde pienamente ai nostri obiettivi» .